# Biblia Hebraica Stuttgartensia
Biblia Hebraica Stuttgartensia (русское произношение — Библия Гебраика Штутгартензия), сокращенно BHS — критическое издание масоретского текста еврейской Библии, основанное на Ленинградском кодексе. Название Biblia Hebraica по-латински означает «Еврейская Библия».
С 1967 по 1977 год в Штутгарте Германским Библейским Обществом под редакцией Карла Эллигера (Karl Elliger) и Вильгельма Рудольфа (Wilhelm Rudolph) на основе пересмотра третьего издания «Библии Гебраика» (тщательному пересмотру подвергся критический аппарат) разрабатывалось по частям обновлённое критическое издание масоретского текста еврейской Библии Biblia Hebraica Stuttgartensia. В 1977 г. выпущено полное однотомное издание.
В 1983 г. выпущено второе издание BHS, в 1987 г. — третье, в 1990 г. — четвёртое, в 1997 г. — пятое (последнее) издание BHS.
Основные различия между BHK и BHS:
- новый вид шрифта в связи с переходом к машинному набору;
- текст издания больше соответствует оригинальному тексту Ленинградского кодекса;
- в тексте полностью приведены как большая, так и малая масоры;
- полностью пересмотрен критический аппарат текста.

В 2004 г. Германское Библейское Общество начало работу над новым, полностью переработанным изданием «Библии Гебраика» под названием Biblia Hebraica Quinta. Это пятая редакция Biblia Hebraica (первые три редакции — «Библия Гебраика Киттеля», четвёртая — «Библия Гебраика Штутгартензия»). Работа над новым изданием предположительно будет закончена в первой половине 2020-х годов.

## Оцифровка Biblia Hebraica Stuttgartensia
Michigan-Claremont-Westminster Electronic Hebrew Bible (неофициальное название — Biblia Hebraica Stuttgartensia (Michigan-Claremont text)) — это первый оцифрованный вариант текста Еврейской Библии.
Компьютерный текст Michigan-Claremont-Westminster Electronic Hebrew Bible первоначально был подготовлен с печатного издания 1983 года Biblia Hebraica Stuttgartensia под руководством Х. Ван Дайка Парунака (H. Van Dyke Parunak) из Мичиганского университета и Ричардом Э. Уитакером (Richard E. Whitaker) представителем Клермонтского университета. В дальнейшем работа была продолжена в сотрудничестве с Робертом Крафтом (Пенсильванский университет) и с проектом CATSS с Эммануэлем Товом (Еврейский университет в Иерусалиме), которую завершил профессор Алан Гровс (Вестминстерская духовная семинария).
Последняя версия Michigan-Claremont-Westminster Electronic Hebrew Bible была завершена Вестминстерской духовной семинарией в июле 1987 г. (в текст были внесены исправления в соответствии с фото-факсимиле Ленинградского Кодекса), которая в 1987 была помещена в литературный архив Оксфорда (The University of Oxford Text Archive). Данная версия текста получила сокращенные названия CCAT и eBHS.
Дальнейшим продолжение развития проекта Michigan-Claremont-Westminster Electronic Hebrew Bible стал Вестминстерский Ленинградский кодекс.